# Сенолитики
Сенолитики (англ. senolytics от senile — дряхлый и lytic — лизирующий, разрушающий) — класс противовозрастных лекарственных препаратов, отличительной особенностью которых является способность избирательно инициировать гибель постаревших клеток.

## Описание
Сенолитики помогают организму избавиться от состарившихся клеток, таким образом, они являются противовозрастными препаратами. Они важны не просто как отодвигающие старость, но и потому, что некоторые заболевания, включая рак, артрит, болезни сердца и деменцию, потенциально можно излечить, уничтожив клетки, которые создают вокруг себя токсичную среду для соседних клеток, подавляют механизмы восстановления клеток и создают воспаление.
Несмотря на то, что неделящиеся состарившиеся клетки могут быть удалены клетками иммунной системы организма, процесс очищения организма от старых клеток с годами становится все менее и менее эффективным. В результате часть состарившихся клеток остается и накапливается в тканях организма. Некоторые из этих клеток подвергаются мутационным изменениям, что позволяет им снова вступить в состояние пролиферативной активности. Если организм вовремя не уничтожит подобные клетки, они могут переродиться в злокачественные и вызвать онкологическое заболевание.
Помимо того что постаревшие клетки хуже справляются со своими функциями, они ещё и обретают старческий секреторный фенотип SASP (англ. senescence associated secretory phenotype) и, выделяя во внеклеточную среду множество растворимых факторов, вызывающих воспаление и изменения во внеклеточном матриксе, отрицательно влияют на микросреду ткани и на весь организм. Связанное со старением воспаленное состояние организма является весьма существенным фактором риска для заболеваемости и смертности пожилых людей, так как большинство, если не все возрастные болезни имеют воспалительный патогенез. Негативное воздействие компонентов SASP на организм можно ослабить путём удаления постаревших клеток.
Одним из признаков переключения клетки на путь необратимого старения, является дерепрессия гена p16INK4a, который поддерживает жизнеспособность стареющих клеток, препятствуя их апоптозу. Доказано, что удаление постаревших p16Ink4a-позитивных клеток позволяет даже на поздних этапах жизни успешно замедлить прогрессирование возрастных расстройств. Ограничением этого подхода также как и метода использующего генную инженерию для введения в геном дополнительной копии гена azot или же инактивирования гена Myc, является необходимость манипуляций с геномом. Обойти это препятствие позволят небольшие молекулы сенолитиков, способных активировать процесс селективного уничтожения постаревших клеток.
Удаляя постаревшие клетки, сенолитики запускают процесс регенерации «по требованию», цель которого заполнить новыми клетками образовавшееся пространство. Таким образом ткань омолаживается. Если при этом сенолитиком является противоопухолевый препарат, опасность канцерогенеза снижена благодаря одновременному удалению онкогенных клеток, которые иначе бы спровоцировали образование опухоли. Так, например, фирма SIWA Therapeutics в доклинических испытаниях in vivo моноклонального антитела SIWA 318, предназначенного для удаления стареющих клеток, обнаружила что оно значительно ингибирует метастазирование опухоли, не оказывая побочного действия на нормальные клетки.
Учитывая то, что сенолитики не очень сильно повышают продолжительность жизни, рационально использовать их не как монотерапию, а в сочетании с другими способами продления жизни, такими как периодическое лечебное голодание и генная терапия, отводя сенолитикам роль страховки от канцерогенеза. Такая стратегия оправдывает себя; например, в опытах на мышах - хотя повышение уровня экспрессии (каталитической субъединицы теломеразы TERT у устойчивых к раку мышей) и позволяло на 40 % продлить продолжительность их жизни, у нормальных мышей эта терапия неизбежно приводила к раковым заболеваниям

## Комбинация Дазатиниба с Кверцетином
Разработано лекарство, эффективно уничтожающее постаревшие клетки у мышей и состоящее из двух препаратов: противоопухолевого (антинеопластического) химиотерапевтического средства Дазатиниба, являющегося ингибитором протеинтирозинкиназ, а также Кверцетина, который по утверждению авторов устраняет стареющие эндотелиальные клетки человека. В частности, хроническая очистка от стареющих клеток замедляет поражение сосудов, связанное со старением и хронической гиперхолестеринемией, уменьшая кальцификацию атероматозных бляшек интимы и поэтому может рассматриваться как потенциальная терапия для снижения заболеваемости и смертности от сердечно-сосудистых заболеваний.
Хотя периодическое введение этого лекарства задерживало возрастные симптомы и развитие патологии у мышей, тем не менее несмотря на продление здоровой жизни, монотерапия кверцетином в малых дозах не продлевает продолжительность жизни мышек,, а в больших иногда может даже сократить продолжительность жизни мышей.
Способность кверцетина вызывать мутации в клетках млекопитающих сильно преувеличена и по последним данным не выявлено каких-либо неблагоприятных последствий после его перорального воздействия. Кроме того, выяснилось что кверцетин подавляет окислительное повреждение эндотелия путём активации сиртуина SIRT1 и модуляции сигнального пути AMPK / НАДФН-оксидазы / Akt / эндотелиальной NO-синтазы.
Использование монотерапии дазатиниба, также ассоциируется с существенным побочным действием - она вызывает эндотелиальную дисфункцию и легочную гипертензию

## Фисетин
Фисетин — растительный краситель полифенол из группы флавоноидов, который можно найти во многих растениях, в том числе в таких фруктах и овощах, как клубника, яблоки, хурма, лук и огурцы.
Было показано, что фиcетин является эффективным сенолитическим средством у мышей дикого типа, с эффектами увеличения продолжительности жизни, снижения маркеров старения в тканях и возрастных патологий даже в том случае когда лечение было начато у пожилых животных.

## ABT263 и ABT-737
Препараты ABT263 и ABT-737 являются BH3 миметиками, то есть являются малыми молекулами, способными, имитируя BH3-домен содержащие белки, вызывать апоптоз.
ABT263 (Навитоклакс, UBX0101) является специфическим ингибитором антиапоптозных белков BCL-2 и BCL-XL. Пероральное введение ABT263 сублетально облученным или же постаревшим мышам позволяет эффективно удалить стареющие клетки, в том числе стареющие гемопоэтические стволовые клетки костного мозга и стареющие стволовые клетки мышц. Благодаря этому удаётся в значительной степени предотвратить старение, как вызванное облучением, так и обусловленное возрастом.
Более того, удаление с помощью навитоклакса стареющих клеток из мозга мыши с моделью деменции, позволило животному сохранить способность формировать воспоминания, устраняло признаки воспаления
ABT-263 был первоначально разработан как противораковый препарат. Он имеет токсические побочные эффекты. Это мешает использовать его для лечения заболеваний старения. Чтобы снизить токсичность ABT263 в отношении тромбоцитов его преобразуют в PZ15227. Было показано, что по сравнению с ABT263 PZ15227 менее токсичен для тромбоцитов, но является более сильным сенолитиком in vitro и in vivo. PZ15227 эффективно очищает ткани от стареющих клеток и омолаживает пул тканевых стволовых клеток и клеток-предшественников у естественно состарившихся мышей, не вызывая тяжелой тромбоцитопении.
Реут Йосеф с соавторами и Валерий Крыжановский обнаружили, что стареющие клетки активируют анти-апоптозные белки BCL-W и BCL-XL. Совместное ингибирование BCL-W и BCL-XL с помощью митохондриальной РНК или малой молекулы ABT-737 специфически индуцирует апоптоз в стареющих клетках. Лечение мышей с ABT-737 эффективно устраняет стареющие клетки, индуцированные повреждением ДНК в легких, а также стареющие клетки, образованные в эпидермисе путём активации р53 посредством трансгенной p14ARF.

## Ингибиторы Hsp90
Ингибиторы Hsp90 представляют собой вещества, которые ингибируют активность белка теплового шока Hsp90. Повторные прерывистые курсы лечения ингибитором HSP90 17-DMAG значительно задержали начало множественных возрастных симптомов у прогероидных мышей, что привело к улучшению их общего состояния здоровья. Однократное воздействие 17-DMAG на мышей приводило к более чем 50%-ному снижению экспрессии такого маркера старения, как p16INK4a в почках in vivo.

## Ингибиторы CRYAB
При старении происходит активация гена CRYAB, поэтому он является потенциальной мишенью для сенолитиков Обнаружено что в живых организмах вырабатывается мощный сенолитик способный вызвать лизис постаревших клеток воздействуя на CRYAB, и этим сенолитиком оказался 25-гидроксихолестерин (25HC), являющийся эндогенным метаболитом биосинтеза холестерина.

## Антибиотики макролиды
Два макролидных антибиотика азитромицин и рокситромицин, относящиеся к семейству эритромицина, проявили себя как сенолитики. В отличие от самого эритромицина, эти кислотоустойчивые его аналоги, в тестах с постаревшими фибробластами удаляли приблизительно 97 % постаревших клеток и таким образом в 25 раз сокращали количество постаревших клеток. По всей видимости они способны действовать аналогичным образом и в организме, поскольку известно что рокситромицин (и в меньшей степени азитромицин) обладает мощными противовоспалительными способностями, снижая уровень цитокинов в организме.

## SENSOlytic platform
SENSOlytic platform — это запатентованная технология фирмы Oisín, которая обеспечивает селективное удаление стареющих клеток, основываясь на экспрессии в стареющих клетках гена p16, а не на поверхностных маркерах или других характеристиках, которые могут быть общими с нормальными, неповреждёнными клетками. Клетку убивает экзогенный ген, вызывающий апоптоз (предположительно каспаза 9), который активируется только в клетках, где активен ген p16. Доставка этого гена в клетку осуществляется липидной наночастицей (искусственной липосомой) содержащей ДНК с геном, вызывающим апоптоз.

## Сенолитики активируемые β-галактозидазой
Одной из основных характеристик большинства стареющих клеток является повышенная активность лизосомальной β-галактозидазы, называемой связанной со старением бета-галактозидазой (англ. Senescence-associated beta-galactosidase сокращенно SA-β-gal).
Учитывая эту особенность постаревших клеток был разработан пригодный для большинства типов клеток сенолитик-пролекарство SSK1 (на основе Гемцитабина), который специфически активируется связанной со старением бета-галактозидазой SA-β-gal и удаляет стареющие клетки независимо от причин старения , а также повышена селективность одного из уже известных сенолитиков (Навитоклакса) с тем чтобы снизить его токсичность

## Сенолитики активируемые антигенами специфичными для стареющих клеток
Одним из универсальных антигенов, специфичных для стареющих клеток, является рецептор активатора плазминогена урокиназного типа (uPAR). Для удаления стареющих клеток с этим антигеном на их поверхностной мембране были разработаны T-клетки с химерным рецептором антигена и продемонстрирована их эффективность. В частности в противодействии фиброзу печени на животных моделях неалкогольного стеатогепатита. Однако, использование таких клеток в клинике будет стоить очень дорого
Разработана вакцина для предотвращения накопления стареющих Т-клеток, имеющих поверхностный маркер CD153. С её помощью исследователи намерены бороться с нарушениями метаболизма при ожирении.

## Сенолитики активаторы аноикиса
Обнаружено, что производное Фостаматиниба, R406, являющееся ингибитором тирозинкиназы селезенки SYK (spleen tyrosine kinase), проявляет избирательную цитотоксичность в отношении стареющих дермальных фибробластов, почти не влияя на не постаревшие клетки. Механизм его сенолитического воздействия не похож на то, как действуют другие сенолитики, и, по мнению авторов, связан с активацией аноикиса  Такие сенолитики, как R406 (уже одобренные FDA) могут найти широкое применение для борьбы с воспалительными процессами и процессами фиброза.

## Сеноморфики
В отличие от сенолитиков, которые уничтожают стареющие клетки, сеноморфные препараты лишь модулируют свойства стареющих клеток, не уничтожая их, а подавляя фенотипы старения, включая SASP, благодаря чему изменяются в благоприятном направлении свойства ниши окружающих их клеток.  Так, например, препарат Lyso-FH2S-Gal, являющийся донором сероводорода (H2S), эффективно ингибировал SASP-опосредованное влияние стареющих клеток на окружающих их пока ещё не стареющих клеток, и тем самым предотвращал распространение старения.
Различия между веществами, являющимися сенолитиками и сеноморфиками, обычно небольшие, поэтому, в зависимости от дозировки, большинство из них могут действовать и как сенолитики, и как сеноморфики, и просто как токсины.